# Övergångsställe

Herr Gårman, som är vägmärket för övergångsställe i Sverige.

Övergångsställe, tidigare skyddsväg i Finland, är en plats på en väg eller gata där det är avsett att fotgängare ska gå om de vill passera vägen. Det markeras vanligen med streckade linjer på vägbanan och vägmärke. Sedan år 2000 har förare strikt väjningsplikt mot gående på övergångsställen i Sverige, medan det internationellt kan variera hur långtgående skyldigheter förare har mot gångtrafikanter. Personer som cyklar över ett övergångsställe har däremot inte företräde, utan väjningsplikt mot trafiken på vägen. 
Övergångsställen ska inte förväxlas med så kallade gångpassager, som ibland påminner om övergångsställen. Gångpassager är avsedda för gående som vill passera vägen och är tänkta att höja säkerheten, men eftersom de saknar både Herr Gårman och målade zebramarkeringar är dessa inga övergångsställen i laglig mening, och förare på vägen har därför ingen väjningsplikt mot gående. 

## Sverige
I Sverige markeras övergångställe med vägmärket Herr Gårman, och vita streck som vanligen är målade på vägen.
Många övergångsställen i Sverige är kombinerade med cykelöverfart och cykelpassage, vilka märks ut med markering i vägbanan. På den nyare cykelöverfarten, som märks ut med särskilt vägmärke (man på cykel), har förare på vägen strikt väjningsplikt mot cyklande. På den äldre cykelöverfarten utan vägmärke, som numera heter cykelpassage, så är det istället cyklister som närmar sig vägen som har väjningsplikt. Förare som närmar sig en cykelpassage är samtidigt skyldiga att anpassa farten så att det inte uppstår fara för cyklande som redan börjat korsa gatan. Förare som svänger över, eller korsar en cykelpassage när de lämnar en rondell, ska köra med låg hastighet och ge cyklister möjlighet att passera.

### Bevakat och obevakat övergångsställe

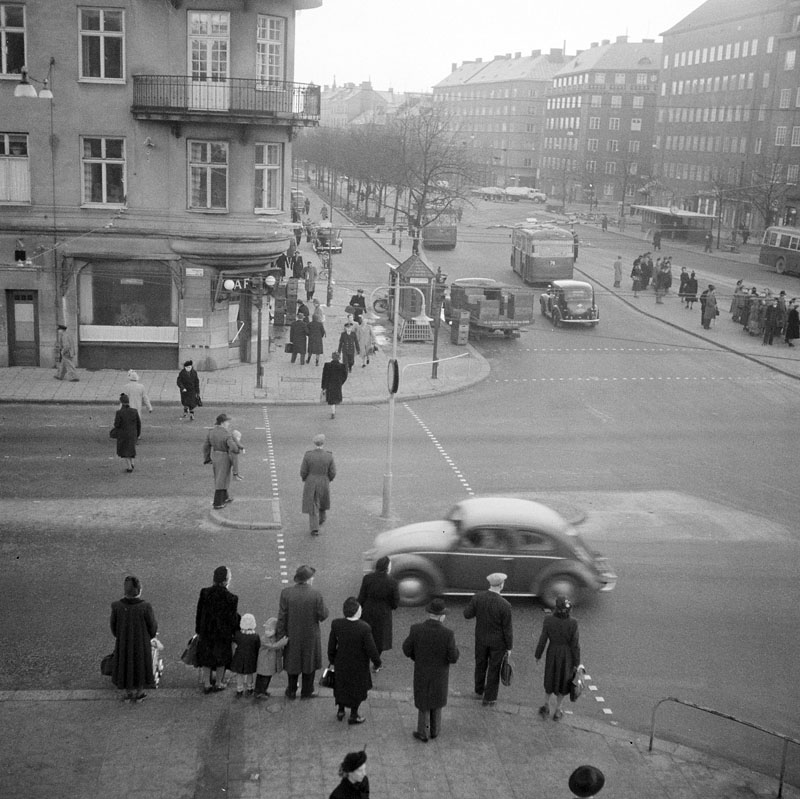
Ett övergångsställe i Stockholm 1950, före införandet av "zebraränder".

Det finns två typer av övergångsställen, obevakat respektive bevakat; vid ett obevakat övergångsställe skall fordonsförare (inklusive cyklister och mopedister) som närmar sig lämna företräde för gående som korsar eller just är på väg att korsa körbanan eller cykelbanan.
Vid ett bevakat övergångsställe, vilket är utrustat med fungerande trafiksignaler, skall gående och fordonsförare följa trafiksignalerna, som för gående visar så kallad röd gubbe (stillastående människa) och grön gubbe (gående människa) och normalt också är kombinerade med ljudsignaler, som avger en snabbt pulserande signal vid grön signal och en långsamt pulserande vid röd. Gående får korsa körbanan när trafiksignalen visar den gröna gubben, som normalt visas samtidigt som den gröna signalen för fordonstrafik som färdas i samma eller rakt motsatt färdriktning (om det är en bevakad vägkorsning), och betyder att fordonsförare som svänger i korsningen har väjningsplikt mot gående (som har grön signal samtidigt), men fordonsförare i övrigt har röd signal och måste stanna före övergångsstället tills röda signalen växlats till grön signal, som betyder att man får passera (men man skall se till att se upp för en eventuell trafikant som inte följer trafikregler). När gångsignalen är på väg att växla från grön till röd signal, blinkar oftast den gröna signalen ett antal gånger, för att upplysa om att det är på väg att bli grön signal för fordonstrafiken.
Numera kan gående dock inte bötfällas för att korsa en körbana trots röd gubbe, såvida inte det orsakar fara eller hinder för fordonstrafiken, då kan gående straffas för exempelvis vårdslöshet i trafik.
Ett övergångsställe anses även som bevakat om polis dirigerar trafiken men däremot obevakat om de gällande trafiksignalerna är ur funktion. En fordonsförare har dock alltid väjningsplikt (även vid grön signal eller polismans tecken att passera) mot gående som börjat korsa körbanan vid grön signal/polismans tecken att gå över körbanan (men utan att hinna över).
Det finns inget förbud mot att cykla på ett övergångsställe, men fordonsförare har ingen väjningsplikt mot en cyklist som korsar en körbana på ett övergångsställe eftersom cyklisten ej är gående utan cyklisten har, precis som vid infart på en körbana där det saknas cykelöverfart, väjningsplikt mot varje fordon som färdas på körbanan.
Stockholm var den första staden i Sverige att införa trafiksignalreglerade, diagonala övergångsställen, en i innerstan i korsningen Mäster Samuelsgatan/Regeringsgatan och en i korsningen Mikrofonvägen/Telefonvägen i Hägersten. De infördes på prov i slutet av oktober 2020, för en testperiod som planerades pågå till slutet av augusti 2021 och avslutades under 2022.
I en korsning med diagonala övergångsställen kan gående gena tvärs över korsningen. Medan fotgängarna i en korsning med diagonala övergångsställen har grönt ljus, har all fordonstrafik från samtliga riktningar rött ljus, vilket anses bidra till en säkrare miljö för samtliga trafikanter.

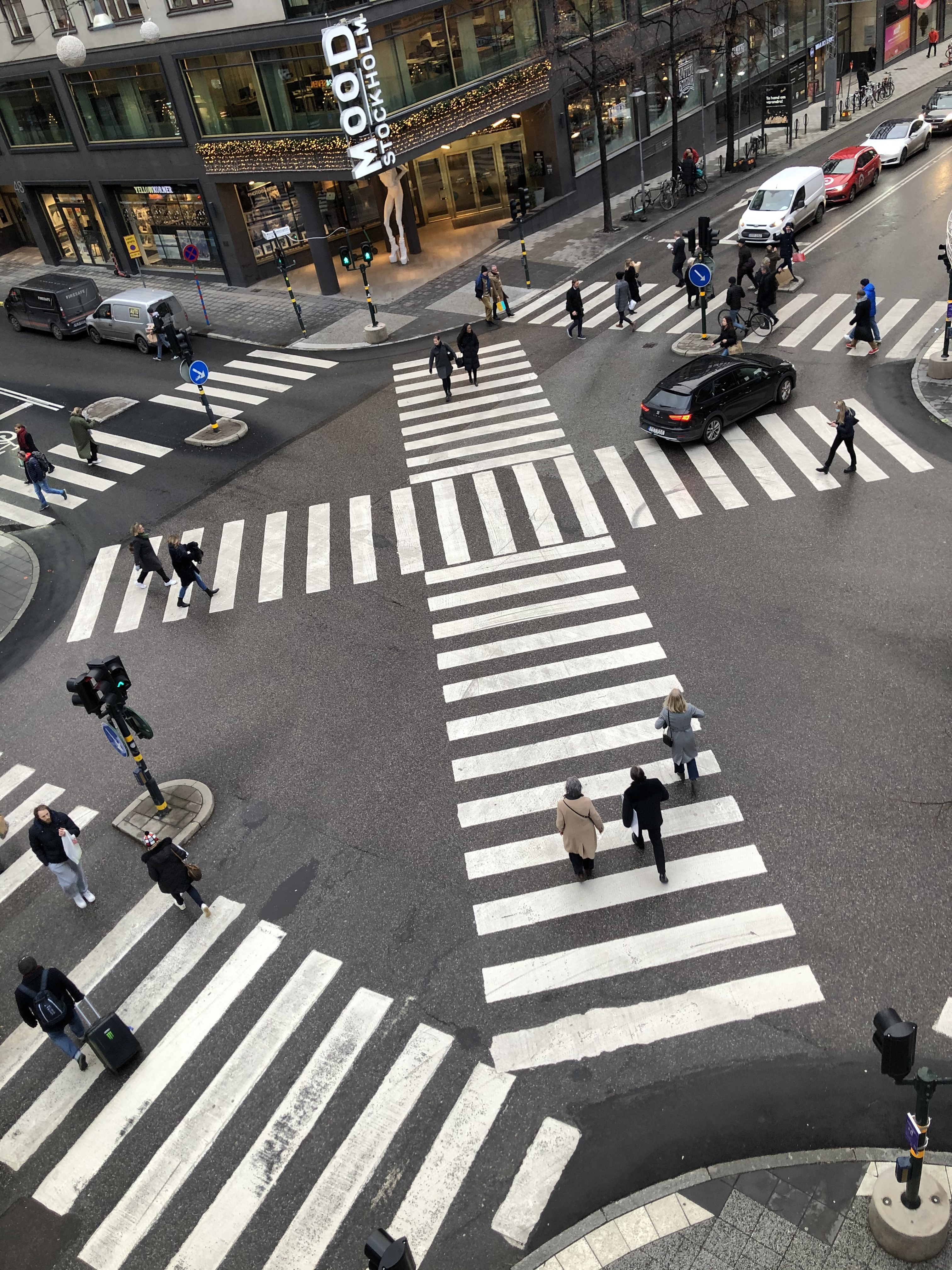
Det första diagonala övergångsstället i Sverige, korsningen Regeringsgatan/Mäster Samuelsgatan, 2020

#### Utseende för övergångsställe
I vägmärkesförordningen finns beskrivet hur ett övergångsställe ska se ut, bland annat att färgen skall vara vit men att gul färg kan få användas vid vägarbeten. För alla andra färger behövs särskilt tillstånd, något som uppmärksammades när Nacka kommun 2018 lät måla ett övergångsställe i regnbågsfärgerna under Pridefestivalen

#### Trafikförordning
En ny trafikförordning (1998:1276) infördes 1998 och ersatte den tidigare vägtrafikkungörelsen. Förordningen trädde i kraft den 10 oktober 1999 och förtydligade bland annat att fordonsförare har "[...] väjningsplikt mot gående som gått ut på eller just ska gå ut på övergångsstället", något som tidigare inte uttryckligen angetts. Förordningen kom därför att i folkmun kallas "Zebralagen".

#### Möte och omkörning på väg
Nedan ett utdrag ur 3 kap. Trafikförordning (1998:1276), om möte och omkörning på väg:
- 40 § Fordon eller spårvagnar får inte köras om strax före eller på ett obevakat övergångsställe eller en obevakad cykelöverfart.
- 41 § I följande fall anses det inte som omkörning när ett fordon i ett körfält passerar fordon i ett annat körfält

1. om körbanan har två eller flera körfält för färd i samma riktning och det är tät köbildning i alla körfält,
2. om körbanan är indelad i körfält för olika färdmål som är utmärkta med körfältsvägvisare, eller
3. om fordonen har placerats i skilda körfält i anslutning till en vägkorsning.

- Om ett fordon före ett övergångsställe eller en cykelöverfart passerar ett annat fordon i fall som avses i första stycket, ska det ske med så låg hastighet att föraren kan stanna omedelbart om gående befinner sig på övergångsstället eller stanna omedelbart om cyklande eller förare av moped klass II befinner sig på cykelöverfarten.

#### Skyldigheter mot gående, cyklande och mopedförare
Nedan ett utdrag ur 3 kap. Trafikförordning (1998:1276), om skyldigheter mot gående, cyklande och mopedförare: 
- 60 § Vid ett bevakat övergångsställe ska en förare lämna gående som på rätt sätt gått ut på övergångsstället möjlighet att passera. Detta gäller även om föraren får korsa övergångsstället enligt trafiksignaler eller tecken av polisman. En förare som efter att ha svängt i en korsning ska passera ett bevakat övergångsställe ska köra med låg hastighet och har väjningsplikt mot gående som på rätt sätt har gått ut på eller just ska gå ut på övergångsstället. Skyldigheten enligt första och andra styckena vid bevakade övergångsställen gäller även mot cyklande och förare av moped klass II vid bevakade cykelöverfarter.
- 61 § Vid ett obevakat övergångsställe har en förare väjningsplikt mot gående som gått ut på eller just ska gå ut på övergångsstället. En förare som närmar sig en obevakad cykelpassage ska anpassa hastigheten så att det inte uppstår fara för cyklande och mopedförare som är ute på cykelpassagen. En förare som ska köra ut ur en cirkulationsplats eller annars efter att ha svängt i en vägkorsning ska passera en obevakad cykelpassage ska köra med låg hastighet och lämna cyklande och mopedförare som är ute på eller just ska färdas ut på cykelpassagen tillfälle att passera.
- 62 § En förare som närmar sig ett övergångsställe eller en cykelöverfart ska anpassa sitt körsätt så att föraren inte tvingas stanna på övergångsstället eller överfarten.
- 63 § Bestämmelser om förbud mot att köra om och passera andra fordon strax före eller på ett övergångsställe eller en cykelöverfart finns i 40 och 41 §§.

#### Skyldigheter mot fordonstrafik med cykel och moped
Nedan ett utdrag ur 6 kap. Trafikförordning (1998:1276), om trafik med cykel och moped vid färd på väg:
- 6 § Cyklande eller förare av moped klass II som ska färdas ut på en cykelpassage ska sänka hastigheten och ta hänsyn till fordon som närmar sig passagen och får korsa vägen endast om det kan ske utan fara. Cyklande eller förare av moped klass II som ska färdas ut på en cykelöverfart ska ta hänsyn till avståndet till och hastigheten hos fordon som närmar sig överfarten.

Vid cykelpassager har cyklister väjningsplikt mot trafiken på korsande gata.

#### Bestämmelser för gående på väg
Nedan ett utdrag ur 7 kap. Trafikförordning (1998:1276), om bestämmelser för gående på väg: 
- 3 § Gående ska korsa en kör- eller cykelbana på ett övergångsställe. Om det inte finns något övergångsställe i närheten, ska gående i stället korsa kör- eller cykelbanan tvärs över denna och helst vid en vägkorsning. Kör- eller cykelbanan ska korsas utan onödigt dröjsmål.
- 4 § Gående som ska gå ut på ett övergångsställe ska ta hänsyn till avståndet till och hastigheten hos de fordon som närmar sig övergångsstället. Utanför ett övergångsställe får gående korsa vägen endast om det kan ske utan fara eller olägenhet för trafiken.

## Bildgalleri

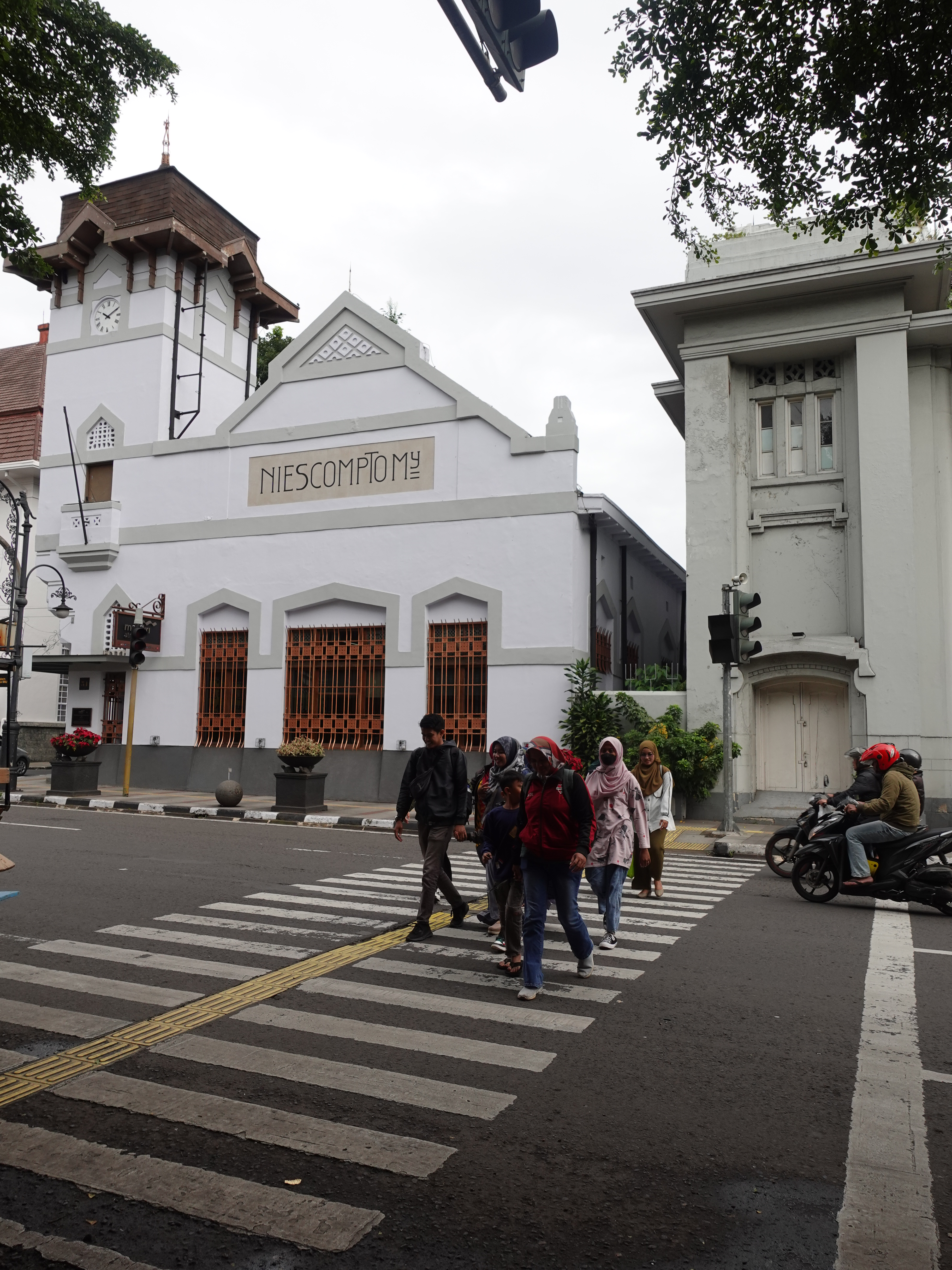
Bandung.
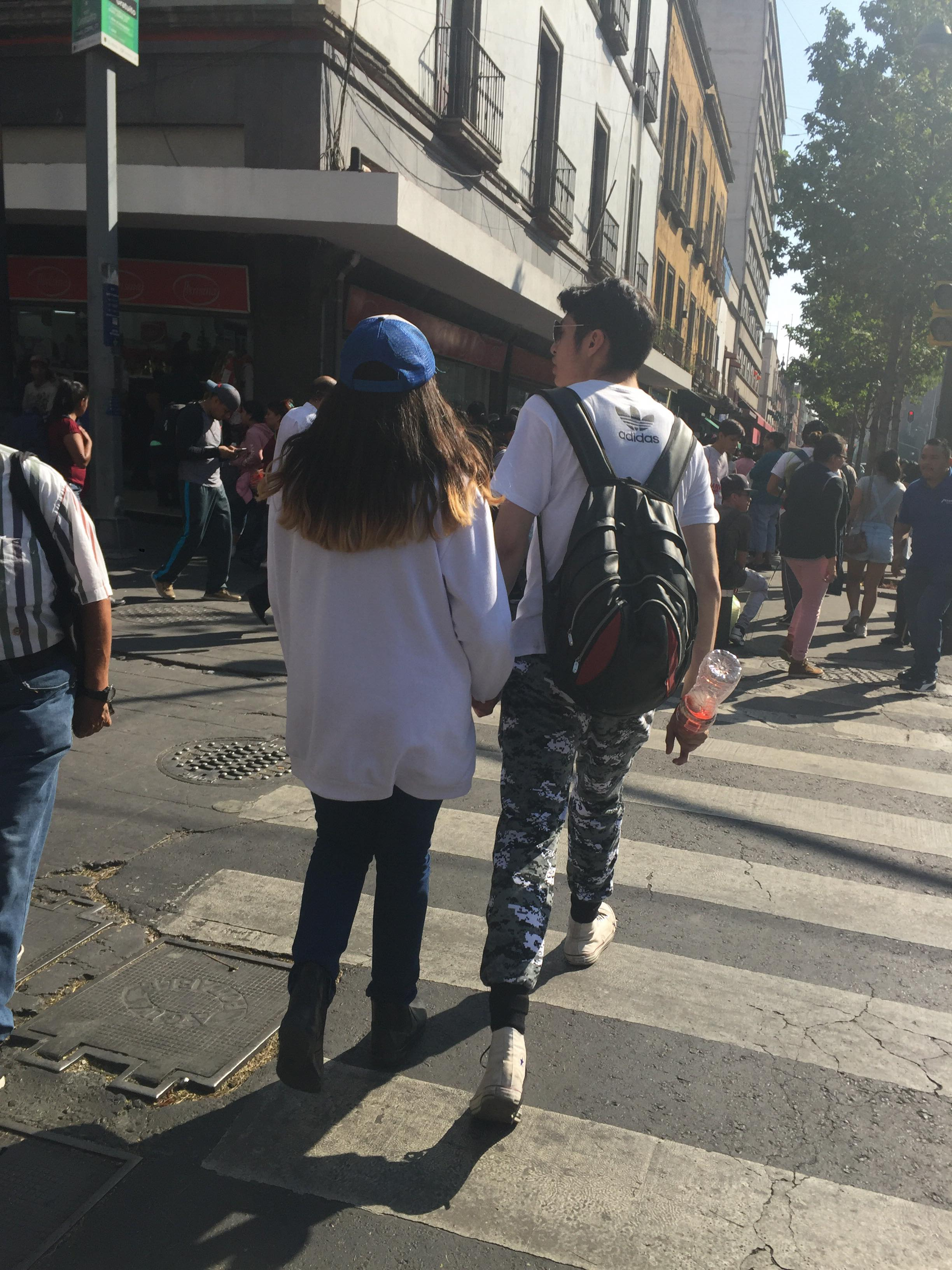
Mexico City.
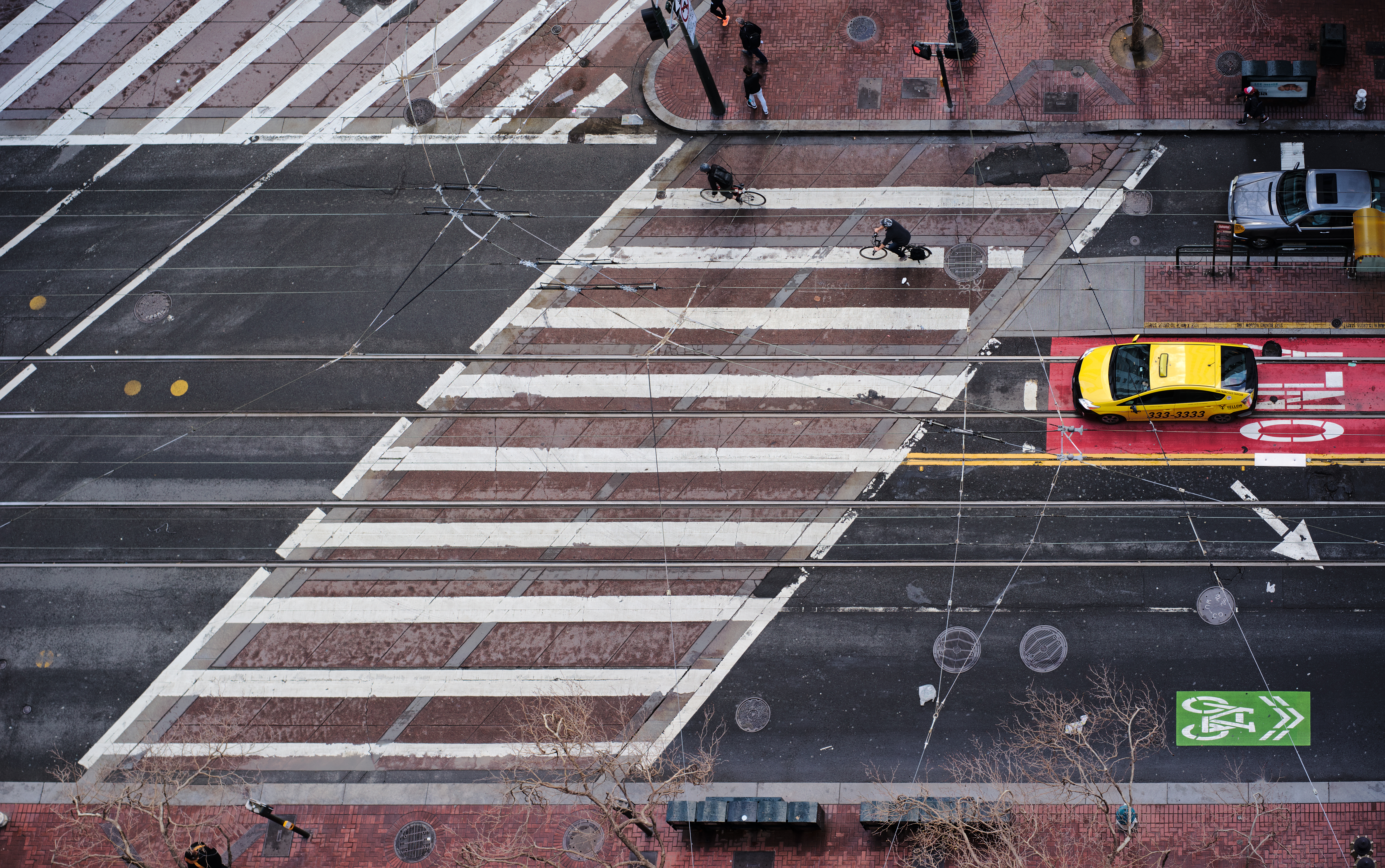
San Francisco.
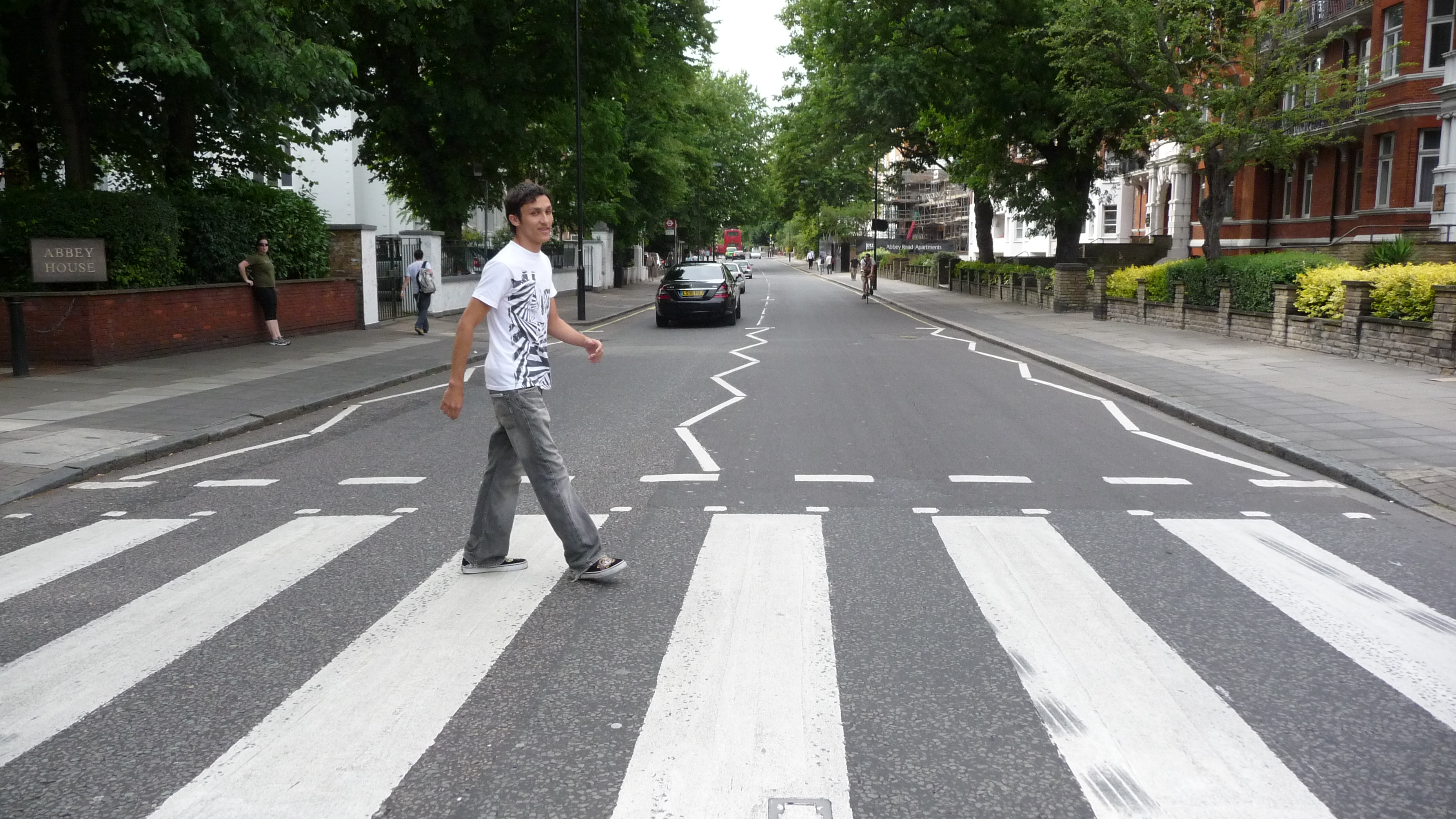
Övergångsställe som korsar Abbey Road i London. Det syns på omslaget på Beatlesalbumet Abbey Road 1969.
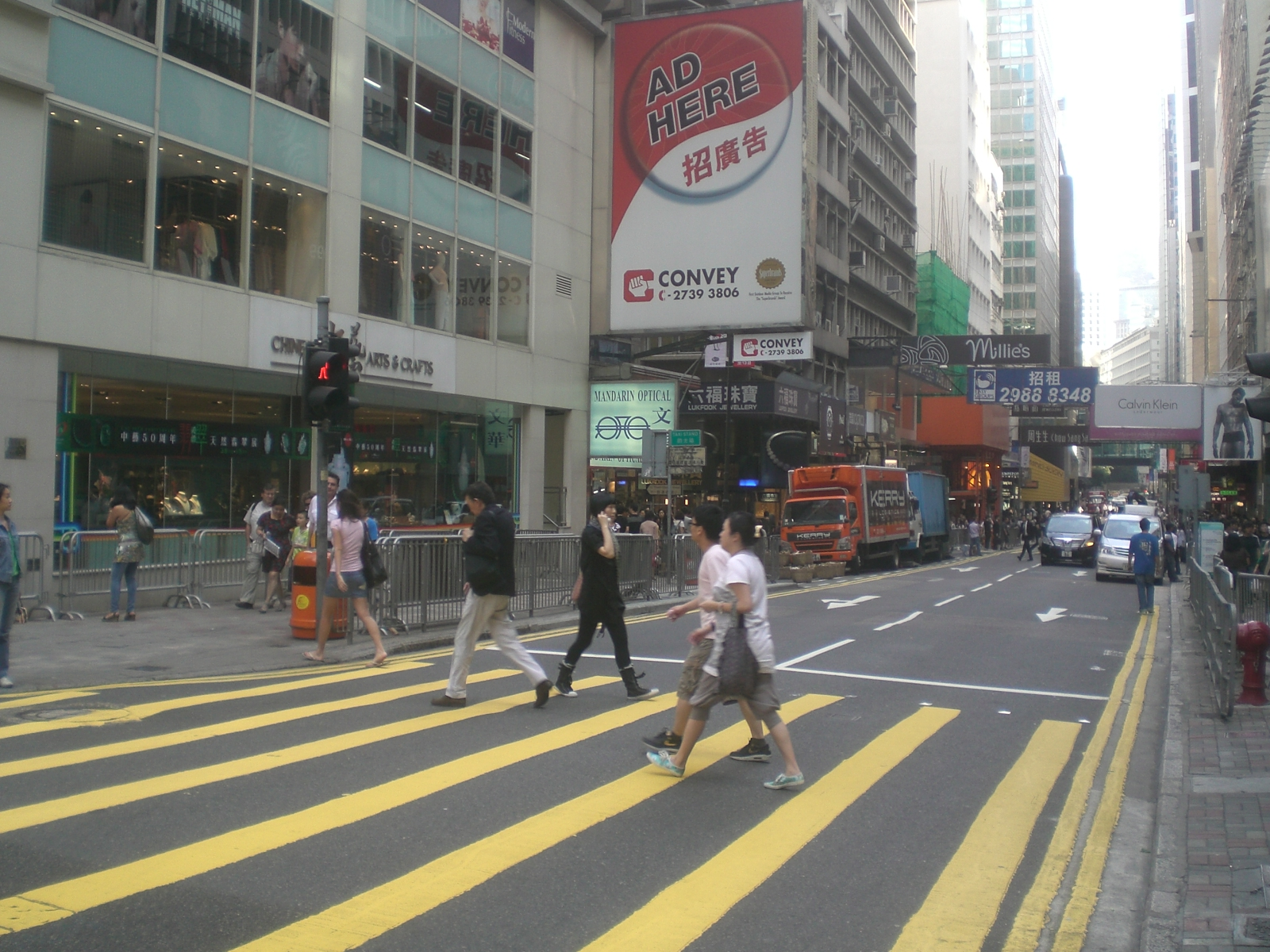
Ett gulrandigt övergångsställe i Hongkong.
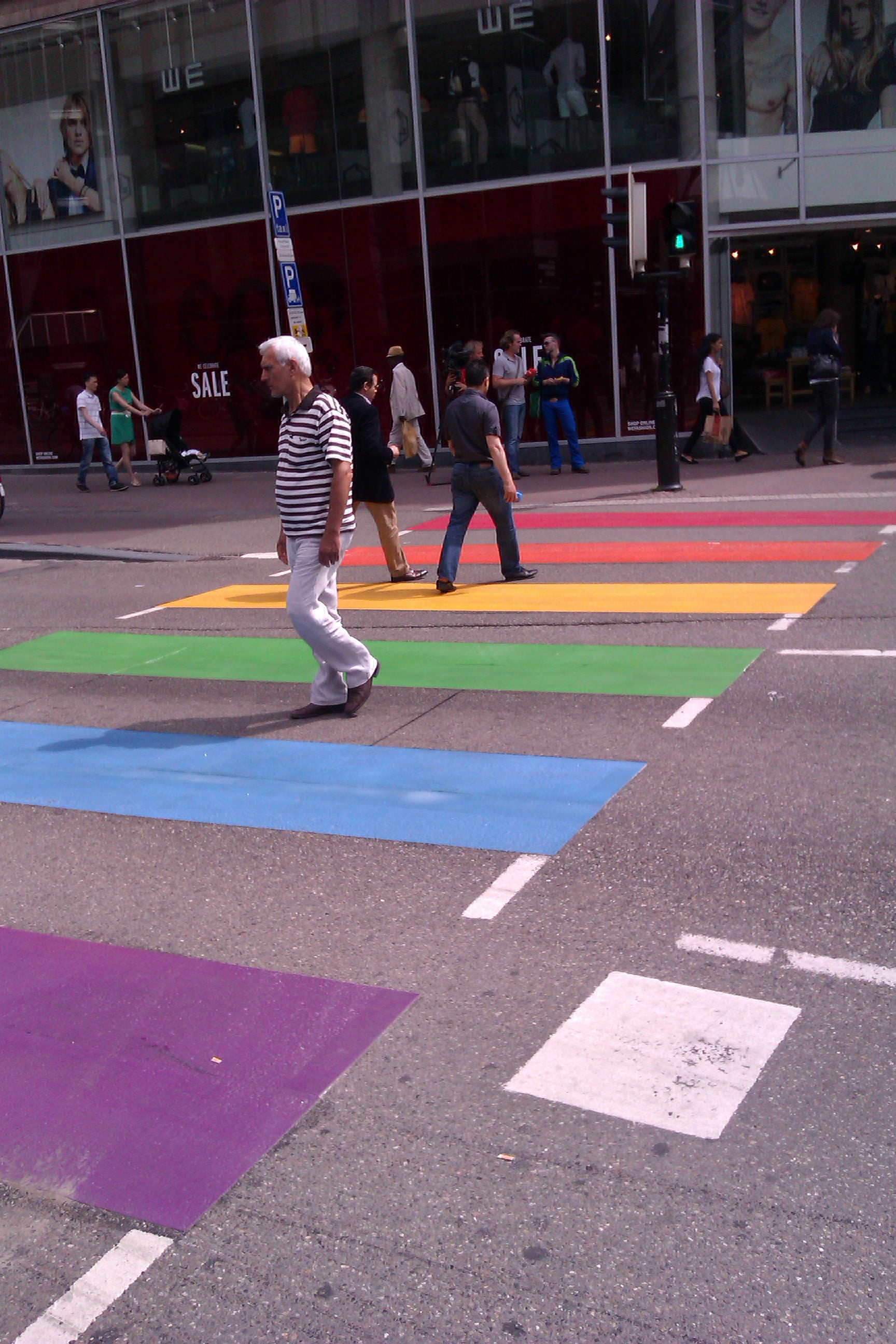
Regnbågsfärgat övergångsställe i Utrecht i Nederländerna.
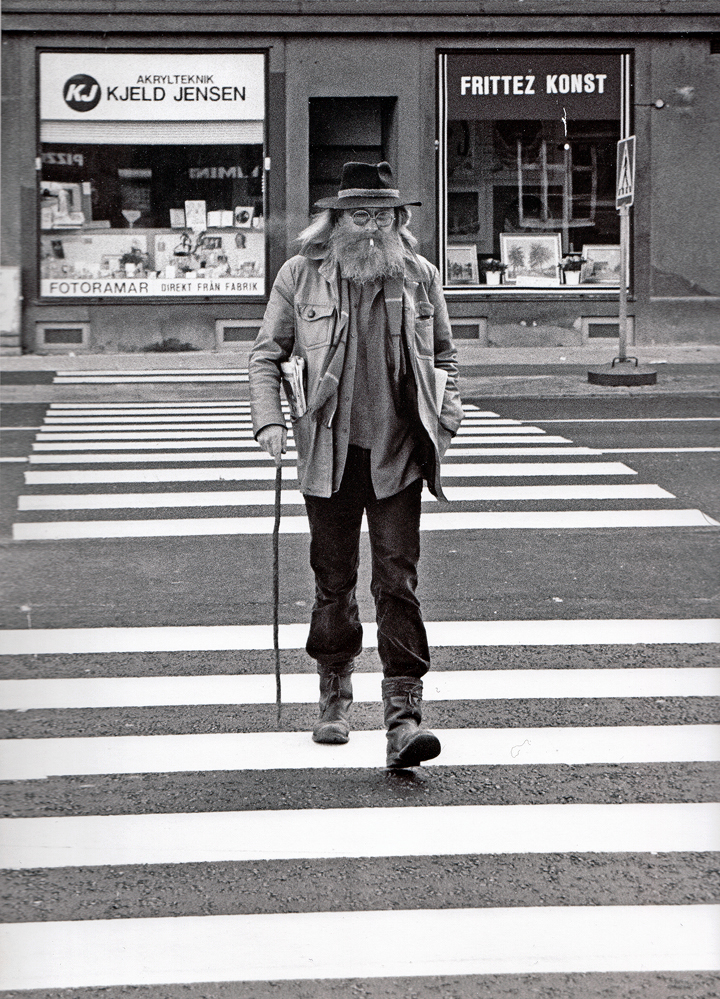
Övergångsställ vid Värnhemstorget i Malmö 1984.
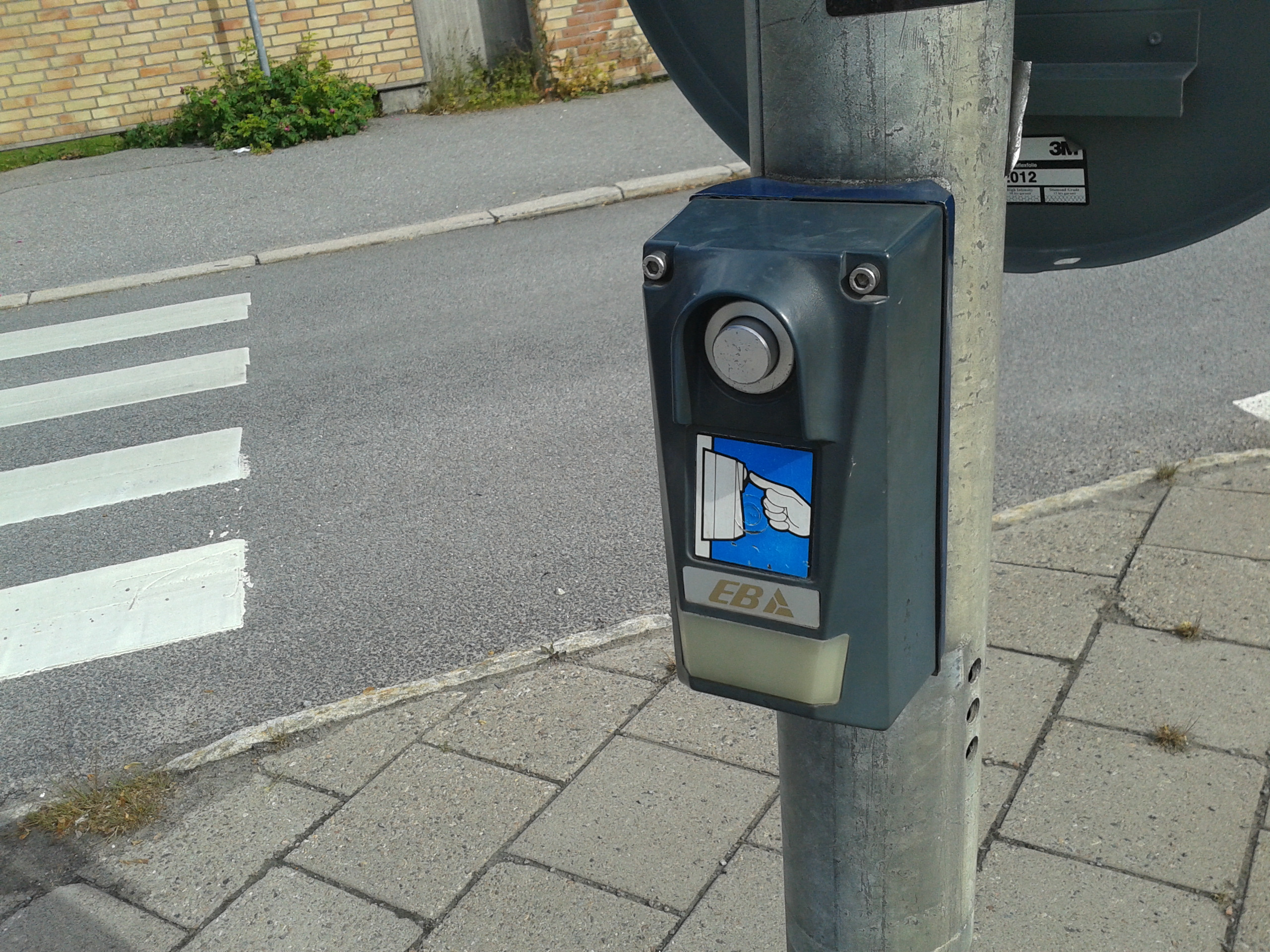
Knapp av äldre modell för fotgängare att påkalla grön signal vid ett bevakat övergångsställe, Linköping.
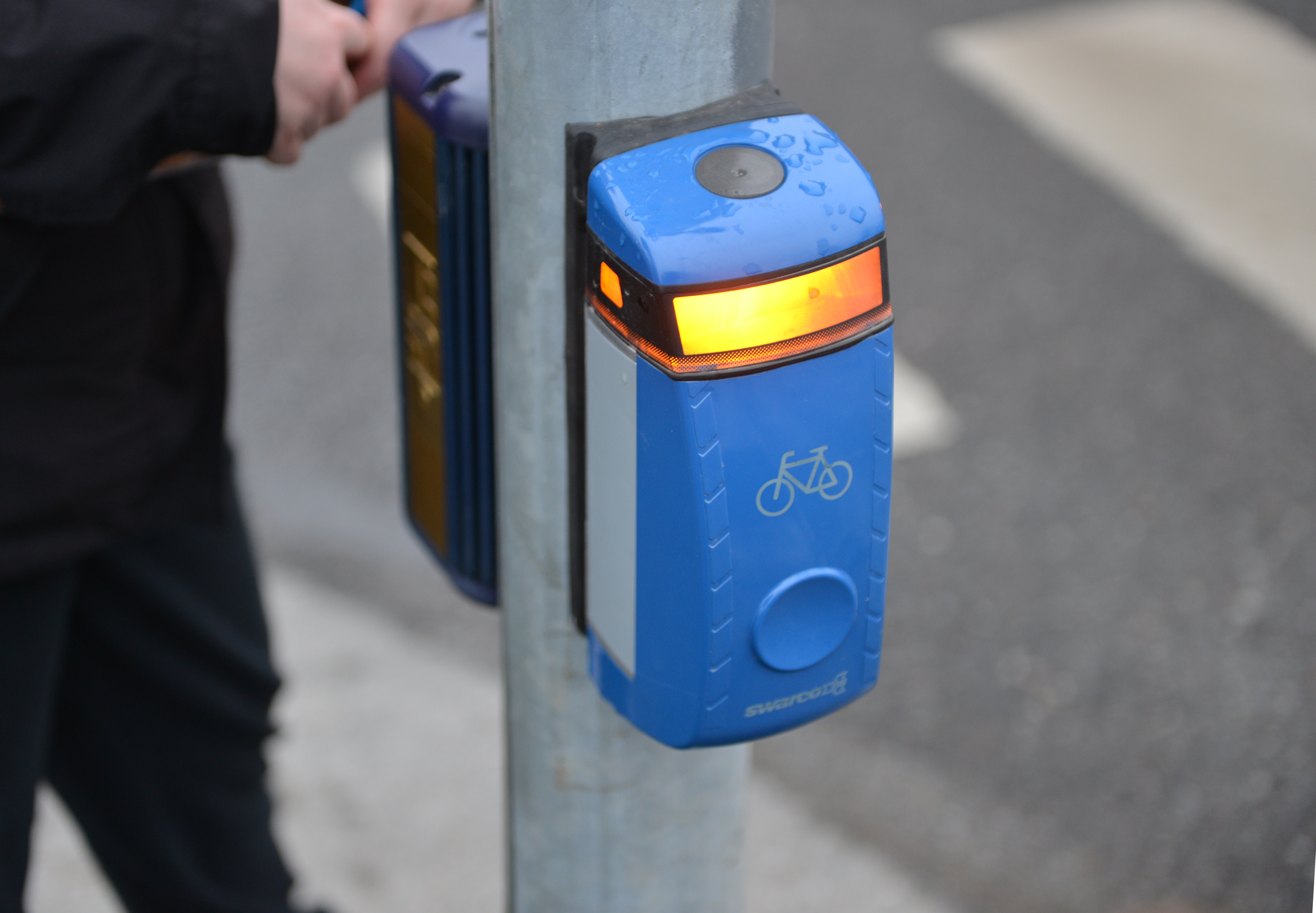
Knapp för cyklister av något nyare modell, Tyresö.
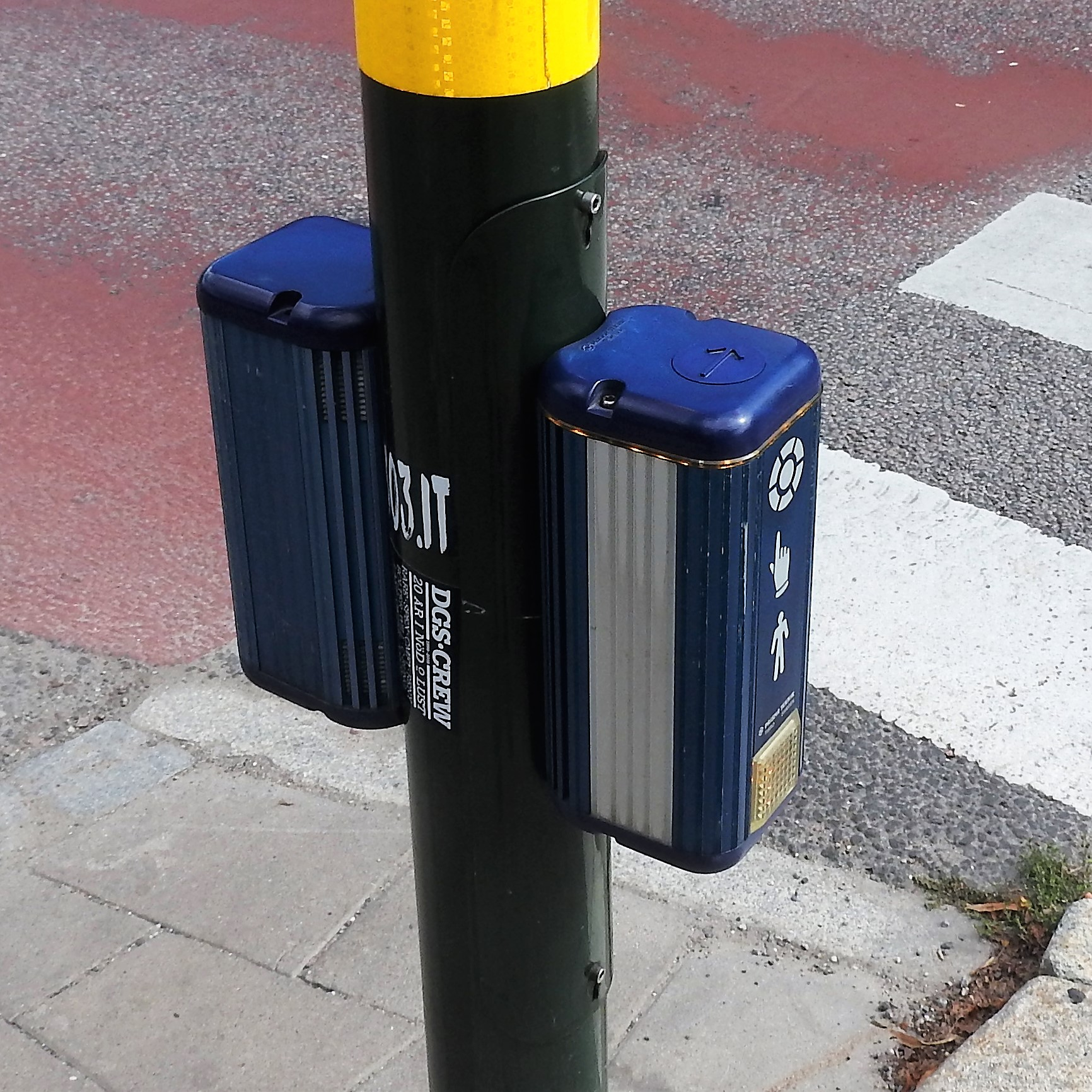
Knappar av modern typ, den främre för fotgängare och den bakre för cyklister, Roslagstull.
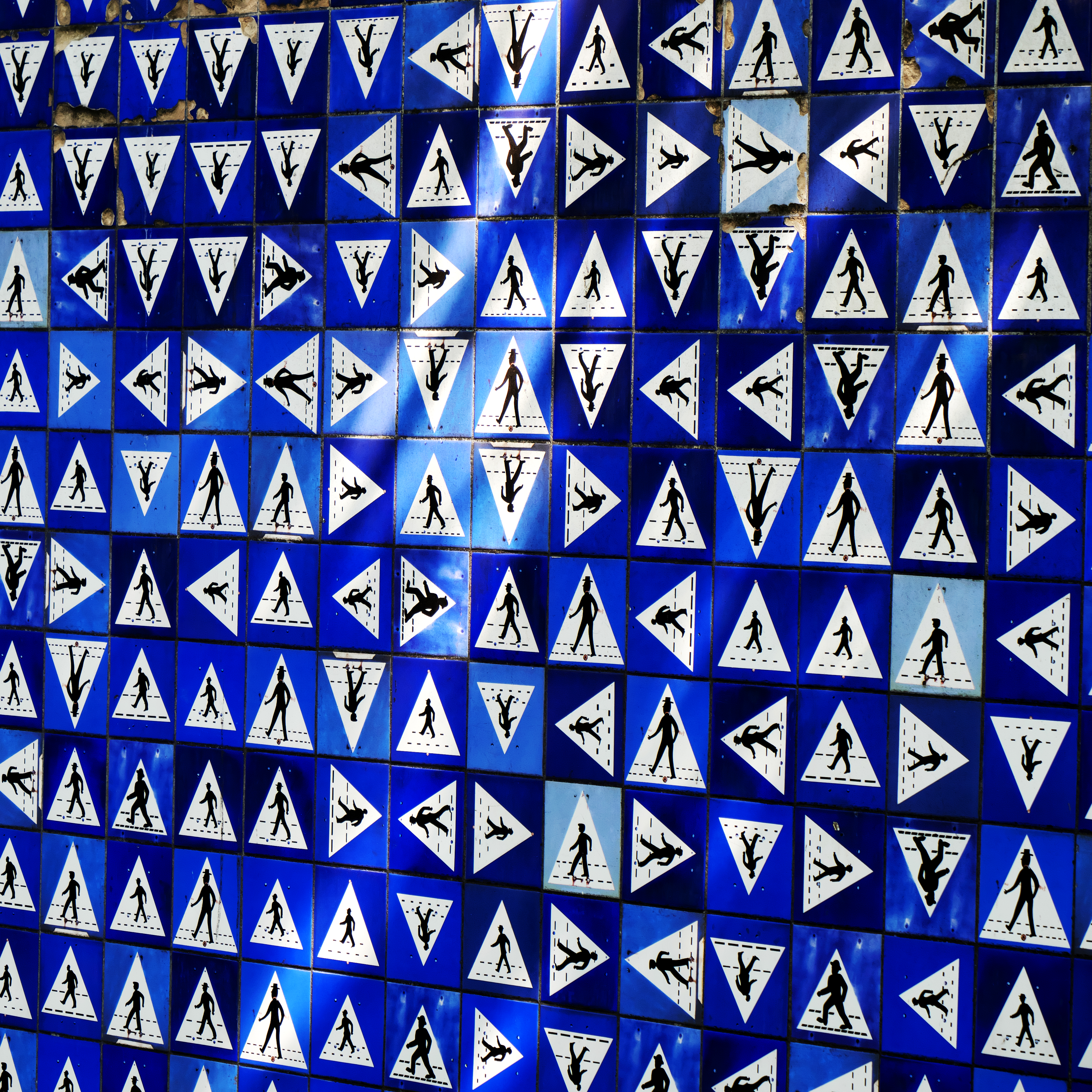
Mosaik, Universitetet i Bremen, Tyskland.